# 1916 au Canada
Pour un article plus général, voir Chronologie du Canada.
Cet article traite des événements qui se sont produits durant l'année 1916 au Canada.

## Événements
- 29 juillet : Feu de Matheson (en) au nord-est de l'Ontario.

### Politique

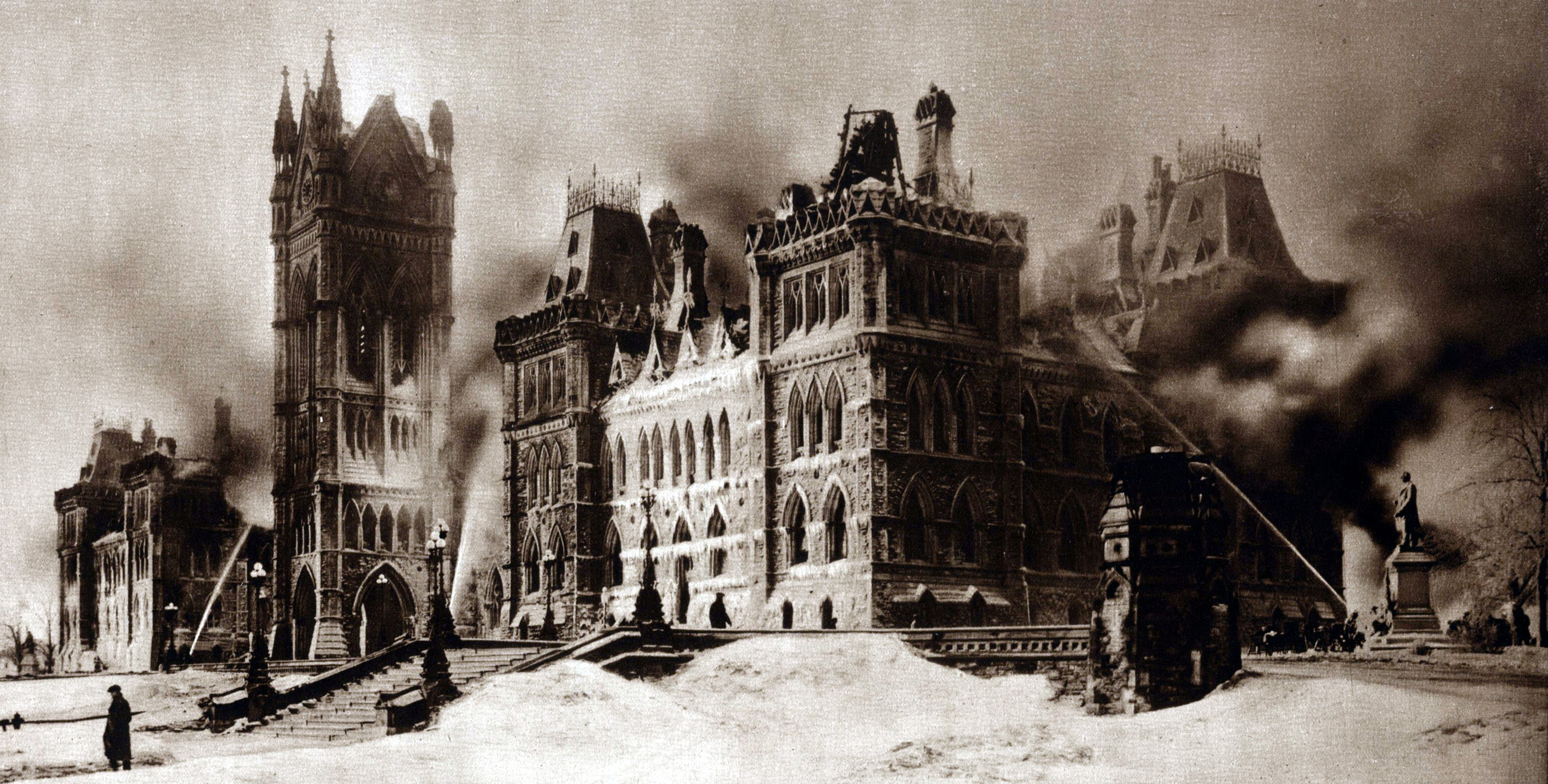
Le parlement après l'incendie de février 1916

- Droit de vote des femmes au Manitoba (28 janvier) et en  Alberta (19 avril).
- 3 février : Incendie du parlement du Canada.
- Mai : le premier ministre canadien Robert Borden annonce qu’il instituera la conscription. Manifestations au Québec.
- 22 mai : élection générale québécoise de 1916. Lomer Gouin (libéral) est réélu Premier ministre au Québec.
- 14 septembre : élection générale britanno-colombienne de 1916. Harlan Carey Brewster devient premier ministre.
- 14 novembre : création du Corps forestier canadien pour favoriser l'exploitation des forêts dans l'effort de guerre.

- Le gouverneur du Manitoba, pour mettre un terme à l’accroissement du nombre des écoles bilingues, rend obligatoire le seul enseignement de l’anglais.

- La ville de Berlin en Ontario est renommé Kitchener à cause du sentiment anti-allemand dû à la guerre en cours.

### Première Guerre mondiale
- 2 juin au 14 juin : Bataille du mont Sorrel. Victoire britannique et canadienne.
- 1er juillet au 18 novembre : bataille de la Somme. Le contingent de Terre-Neuve est presque anéanti durant la première journée.

### Justice
- Adoption par l'Ontario et l'Alberta de loi sur la prohibition d'alcool.

### Sport
- Les Canadiens de Montréal remportent leur première Coupe Stanley.
- Lancement de l'équipe de hockey sur glace du 228e bataillon de Toronto. Cette équipe militaire ne complétera pas sa première saison puisque les joueurs seront envoyés au front en Europe.

### Économie

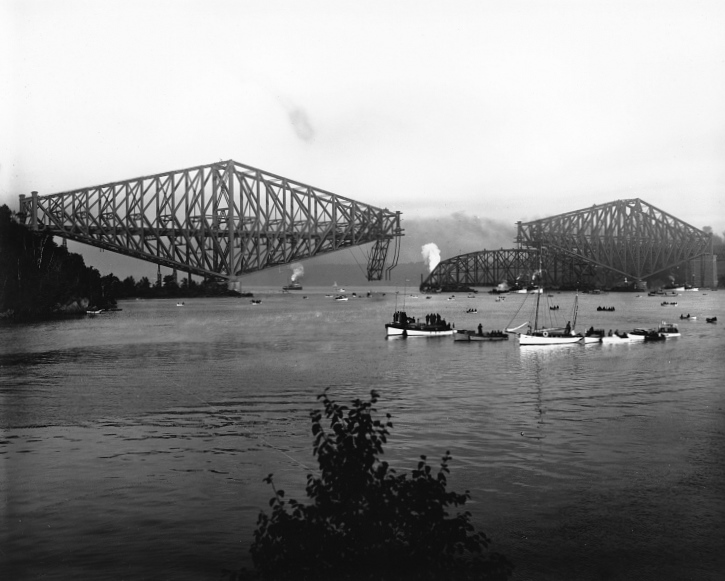
Construction du pont de Québec

- La Banque de Québec est absorbée par la Banque royale du Canada.

### Science
- Création du Conseil national de recherches Canada

### Culture
- Hector Pellerin commence sa carrière de chanteur et effectue plusieurs enregistrements.

### Religion
- Création du Vicariat apostolique de Whitehorse.

## Naissances
- 22 janvier : Bill Durnan, joueur de hockey sur glace.
- 4 février : Pudlo Pudlat, artiste inuit.
- 18 février : Jean Drapeau, maire de Montréal.
- 1er mai : Glenn Ford, acteur au cinéma.
- 20 juin : Jean-Jacques Bertrand, premier ministre du Québec († 22 février 1973).
- 5 septembre : Frank Shuster, acteur et scénariste.
- 5 décembre : Lomer Brisson, homme politique fédéral provenant du Québec.
- 16 décembre : Jean Carignan, violoneux.
- 20 décembre : Michel Chartrand, syndicaliste.

## Décès
- 12 mai : Joseph-Aldéric Ouimet, homme politique fédéral provenant du Québec.
- 29 mai : Louis-Alphonse Boyer, homme politique fédéral provenant du Québec.
- 27 juin : Daniel Webster Marsh, homme d'affaires et maire de Calgary.
- 28 juillet : Pierre-Amand Landry, enseignant et homme politique.
- 4 août : Frédéric Jansoone, religieux.
- 8 août : Edgar Dewdney, lieutenant gouverneur des Territoires du Nord-Ouest.
- 12 décembre : Albert Lacombe, missionnaire.
- 29 décembre - Thomas Chase-Casgrain (politicien) (º 28 juillet 1852)